# Juho Rajala
Juho Rajala (ur. 6 sierpnia 1985) – fiński siatkarz, występujący na pozycji libero.

## Kluby
- 2002–2003  Kempeleen Pyrintö
- 2003–2005  Etta Oulu
- 2005–2007  Raision Loimu
- 2007–2009  Kempeleen Lentopallon
- 2009–2012  Sun Volley Oulu
- 2012–2014  Raision Loimu